# Переднеспинка
Переднеспинка, или пронотум, — верхнее полукольцо (тергит) первого сегмента груди насекомых.

## Строение
Спереди от переднеспинки находится голова, сзади — среднеспинка, к которой прикрепляется передняя пара крыльев. По бокам она переходит в плейриты. По своей форме, окраске, размерам и характеру поверхности переднеспинка может быть чрезвычайно разнообразной. Показатели прочности и толщины переднеспинки, как правило, такие же, как и у других частей внешнего скелета насекомого. Однако у некоторых видов она выглядит более массивной и утолщённой за счёт наличия выростов, неровного рельефа или других особенностей, зрительно увеличивающих переднеспинку в объёме. Особенно хорошо это заметно у жуков.

## Функции
У большинства насекомых переднеспинка — это единственный склерит груди, который не несёт на себе ни конечностей, ни крыльев (за исключением двукрылых и других немногочисленных семейств с одной парой крыльев, а также первичнобескрылых). Переднеспинке принадлежит важная роль в формировании наружного скелета тела и защиты жизненно важных органов. Также некоторые виды насекомых используют другие придатки переднеспинки. Например, у медоносной пчелы она обильно покрыта волосками, на которых прилипает пыльца, а многие виды жуков из подсемейства дупляки имеют на ней разнообразные по размерам и форме выросты-«рога», используемые в драках с сородичами за источники пищи и самок.
В зависимости от соотношения длины и ширины переднеспинка может быть поперечной (преобладает ширина над длиной) и продольной (длина преобладает над шириной). К примеру, у палочников она очень длинная. Тропические представители этого отряда из рода Vetilla достигают длины до 20 см, при этом треть длины тела приходится именно на переднеспинку и переднегрудку.
Из добавочных элементов на переднеспинке могут быть:
- волоски;
- отростки: удлинённые передние и задние углы переднеспинки;
- выступы: щитки, рёбра, бугры, рога, зубцы, шипы, «зёрнышки»;
- края: вогнутые, приподнятые, окаймлённые;
- углубления: пунктировка, борозды, добавочные швы, насечки, продольные или поперечные кили;
- органы свечения (у жуков-щелкунов рода огненосных щелкунов (Pyrophorus) есть два небольших световых органа, которые находятся на верхней стороне переднеспинки).